# Irma Bandiera
Pour les articles homonymes, voir Bandiera.
Irma Bandiera, née le 8 avril 1915 et morte le 14 août 1944, est une résistante italienne. Elle est l'une des figures de la résistance au nazisme à Bologne. Elle a été décorée, à titre posthume, de la médaille d'or de la valeur militaire.

## Biographie
Irma Bandiera est née en 1915 dans une famille bolonaise aisée ; son père Angelo est un maître d'œuvre de la construction, et aborde l'antifascisme pendant la dictature ; sa mère est Argentina Manferrati et elle a une sœur, Nastia.
Le fiancé d'Irma, soldat dans l'armée, est fait prisonnier par les Allemands en Crète après le 8 septembre 1943, et est porté disparu après que le navire sur lequel il est en transfert vers l'Allemagne est bombardée et coule au port du Pirée. Ses recherches restent infructueuses.
Irma Bandiera commence à aider les soldats italiens qui rentrent après l'armistice et à s'intéresser à la politique en rejoignant le Parti communiste. À Funo, où elle est allée rendre visite à des parents, elle rencontre un étudiant en médecine, Dino Cipollani d'Argelato, le partisan « Marco ». Irma entre alors dans la Résistance, alors très active dans la région de Bologne, avec le surnom de « Mimma » dans la VII Brigade GAP Gianni Garibaldi. Le 5 août 1944, les partisans tuent un officier allemand et un commandant des brigades noires, ce qui déclenche le lendemain des représailles. Trois partisans sont arrêtés et emprisonnés dans les écoles de San Giorgio di Piano.
Le 7 août 1944, Irma Bandiera porte des armes à la base de son groupe à Castel Maggiore. Le 7 août au soir, Irma Bandiera est arrêtée chez son oncle avec deux autres partisans. Elle est aussi emprisonnée aux écoles de San Giorgio, mais séparée de ses compagnons ; elle est ensuite traduite à Bologne, où les fascistes espérent obtenir d'elle plus d'informations sur la résistance.
Tandis que sa famille la cherche dans les prisons et les casernes, pendant six jours et six nuits, Irma est torturée par les fascistes de la Compagnia Autonoma Speciale, dirigée par le capitaine Renato Tartarotti. Même aveuglée, elle refuse de parler, préservant ainsi ses collègues partisans. Selon Renata Viganò, « la défaite la plus ignoble de leur profession sanglante s’appela Irma Bandiera ». Enfin, le 14 août, les fascistes la tuent avec des coups de feu à bout portant sur le Meloncello di Bologna, près de la maison de ses parents,.
Le 14 août, le corps d'Irma est retrouvé sur le trottoir près de l'usine de sanitaires ICO, où ses tortionnaires l'avaient laissée en vue pendant une journée entière. Elle a ensuite été emmenée à l'Institut de médecine légale à Via Irnerio, où un tuteur, ami de la Résistance, a pris des photos de son visage dévasté par la torture. Irma est finalement enterrée dans le cimetière monumental de la Certosa di Bologna, accompagnée de sa famille et de quelques amies.
La Fédération de Bologne du PCI le 4 septembre 1944 a distribué un document clandestin dans lequel elle rappelle le sens patriotique du sacrifice d'Irma, incitation à la population bolognaise à intensifier la lutte partisane pour la libération du fascisme.
En son honneur, à l'été 1944, une formation de partisans opérant à Bologne prit le nom de première brigade Garibaldi « Irma Bandiera ». Avec son nom a également été appelée une brigade SAP (Patriototic Action Team) opérant dans la banlieue nord de Bologne et un GDD (Groupe de défense des femmes).

## Postérité
À la fin de la guerre, Irma Bandiera a été décorée à titre posthume par la médaille d’or de la valeur militaire, avec 18 autres partisanes, avec la citation :

« Première parmi les femmes bolognaises à prendre les armes pour la lutte au nom de la liberté, elle a toujours combattu avec courage de lion. Capturée au combat par les SS allemandes, soumise à une torture féroce, elle n'a pas dit un mot susceptible de compromettre ses camarades. Après avoir été aveuglée, elle a été massacrée et le corps laissé sur la voie publique. Héroïne pure, digne des vertus des femmes italiennes, brillait comme phare pour tous les patriotes bolognais dans la guerre de libération. »

On se souvient d'Irma Bandiera dans le sanctuaire de la Piazza Nettuno et dans le monument aux partisans à Villa Spada.

Une rue porte son nom aux municipalités de Bologne, Argelato, Castel Maggiore, Cattolica  Copparo, Crevalcore, Granarolo dell'Emilia, Malalbergo, Molinella, Pieve di Cento, San Giorgio di Piano dans Émilie-Romagne, Rovigo, Terni, Civitavecchia, Ribera (dans la province de Agrigento), Castelnovo di Sotto (Reggio Emilia), Gonnesa, Sant'Arpino (dans la province de Caserta) et Valenza (Alexandrie), Sant'Ilario d'Enza (Reggio Emilia), ainsi qu'un complexe immobilier à Frattamaggiore.
À Bologne, la route qui porte son nom démarre de l'Arco del Meloncello, à l'endroit où elle a été massacrée où figure une plaque à sa mémoire,:

« Irma Bandiera 
Héroïne nationale 1915 - 1944 
 Votre idéal a été en mesure de gagner la torture et la mort 
 La liberté et la jeunesse vous avez offert 
 Pour la vie et la rédemption du peuple et de l'Italie 
 Seule l'immense fierté atténue la douleur 
  Les camarades qui vous ont connue et aimée 
 dans le lieu de votre sacrifice 
 En mémoire pérenne »

À l'occasion du 72e anniversaire de la libération de Bologne, un hommage est rendu à Irmna Bandiera dans le quartier où elle est née et où elle a été tuée. L'association Cheap et le duo d'artistes de rue Orticanoodles, Wally (né en Carrara) et Alita (né à Milan), ont peint une grande fresque murale sur la façade de l'école Bombicci avec la technique du saupoudrage reproduisant son visage pour exprimer qu'Irma Bandiera est une fille du quartier.